# Tellement j'ai d'amour pour toi
Tellement j'ai d'amour pour toi è il primo singolo dell'album Tellement j'ai d'amour... della cantante canadese Céline Dion, pubblicato nel dicembre 1982 in Canada. La canzone è stata scritta da Eddy Marnay e Hubert Giraud.

## Successo commerciale, riconoscimenti e pubblicazioni
Il 25 dicembre 1982 il singolo entrò nella classifica québecchese dei singoli più venduti raggiungendo la terza posizione. Tellement j'ai d'amour pour toi rientrò in classifica il 22 ottobre 1983 e vi rimase fino al 14 gennaio 1984, raggiungendo la diciassettesima posizione e trascorrendo quarantaquattro settimane totali in classifica.
Il 31 ottobre 1982 Tallement j'ai d'amour pour toi, vinse la Gold Medal per la Miglior Canzone al World Popular Song Festival a Tokyo, mentre Céline al Yamaha Symphony Orchestra Award fu riconosciuta come Miglior Artista. La cantante eseguì il suo brano vincitore davanti a 115 milioni di telespettatori e 12.000 spettatori. Al festival parteciparono 1907 concorrenti e 30 finalisti.
Dopo una nomination ottenuta ai Félix Award nel 1982, la Dion vinse un anno dopo, in 4 categorie tra cui Artista québecchese che ha ottenuto il maggior successo al di fuori del Québec.
Il singolo fu pubblicato insieme ad un'altra traccia dell'album, Écoutez-moi, inclusa sul lato B.
Tellement j'ai d'amour pour toi appare anche nella raccolta francese della Dion pubblicata nel 2005, On ne change pas.

## Formati e tracce
LP Singolo 7" (Canada) (Saisons: SNS 6518)
1. Tellement j'ai d'amour pour toi – 2:56 (Eddy Marnay, Hubert Giraud)
2. Écoutez-moi – 3:03 (André Popp, Marnay)

## Classifiche
| Classifica (1982-1983) | Posizioni massime raggiunte |
| ---------------------- | --------------------------- |
| Québec (ADISQ)         | 3                           |

## Crediti e personale
Personale
- Direttore d'orchestra - Guy Mattéoni
- Musica di - Hubert Giraud, Eddy Marnay
- Orchestrato da - Guy Mattéoni
- Produttore - Eddy Marnay
- Produttore aggiuntivo - Rudi Pascal
- Testi di - Hubert Giraud, Eddy Marnay